# ریموند پنجم، کنت تولوز
ریموند پنجم  کنت تولوز از ۱۱۴۸ تا زمان مرگش در سال ۱۱۹۴ میلادی بود. وی فرزند آلفونس، کنت تولوز و فیدیوا د اوزه بود. وی در جریان جنگ صلیبی دوم پدرش را همراهی کرد. با مرگ پدرش در قیساریه در سال ۱۱۴۸، وی به عنوان کنت تولوز، جانشین پدرش شد.
وی در سال ۱۱۵۳/۶ با کنستانس، دختر لوئی ششم فرانسه، ازدواج کرد. کنستانس بیوه اوستاس چهارم، کنت بولون بود. ریموند از کنستانس صاحب ۴ فرزند شد:
- ریمون
- آئبری
- آدلاید
- بالدوین